# Tokyo Assault
Tokyo Assault è il primo EP del gruppo hardcore francese Rise of the Northstar, pubblicato il 12 gennaio 2010. Le tracce One for All e Raoh Gaiden furono precedentemente pubblicate nel demo uscito nel 2008.

## Tracce
1. Abel Versus Phoenix – 1:30
2. Rookies – 3:33
3. One for All – 3:17
4. Raoh Gaiden – 3:11
5. Smash Your Demons – 3:37

## Formazione
- Vithia – voce
- Diego – chitarra solista
- Loïc G – chitarra ritmica
- Lucas – basso
- Max V – batteria